# Parthénios Ier d'Alexandrie
Parthénios Ier (mort à Smyrne le 30 juin 1688) est pape et patriarche orthodoxe d'Alexandrie et de toute l'Afrique de 1678 à 1688.